# ライヴ・イン・ジャパン (カーペンターズのアルバム)
『ライヴ・イン・ジャパン』（Live in Japan）は、カーペンターズが1975年に発表したライヴ・アルバム。

## 解説
カーペンターズにとって初のライヴ・アルバム。日本限定企画で、オリジナルLPは2枚組だった。1974年の5月から6月にかけて行われた日本ツアーのうち、大阪での3日間公演の音源を使用している。この頃は、日本でカーペンターズの人気が頂点に達しており、東京公演のチケットを抽選制にしたところ、38万通以上の応募があったという。初回盤には、リチャード・カーペンターとカレン・カーペンターの和服姿を撮影したピンナップが付いており、2009年にユニバーサルミュージックが発売した紙ジャケット仕様のSHM-CDでは、同ピンナップのミニチュアが封入された。
「オールディーズ・メドレー」と題されたメドレーでは、ピート・ヘンダーソンがボーカルでゲスト参加した。「シング」では、カレン・カーペンターと京都少年少女合唱団が日本語で歌っている。

## 収録曲

### サイド1
1. メドレー - Medley
a) スーパースター - "Superstar" (Leon Russell, Bonnie Bramlett) - 2:58
b) 雨の日と月曜日は - "Rainy Days and Mondays" (Paul Williams, Roger Nichols) - 1:53
c) 愛にさよならを - "Goodbye to Love" (Richard Carpenter, John Bettis) - 3:29
2. トップ・オブ・ザ・ワールド - "Top of the World" (R. Carpenter, J. Bettis) - 2:50
3. ヘルプ - "Help" (John Lennon, Paul McCartney) - 4:32

### サイド2
1. ミスター・グーダー - "Mr. Guder" (R. Carpenter, J. Bettis) - 3:52
2. 遙かなる影 - "(They Long to Be) Close to You" (Hal David, Burt Bacharach) - 4:07
3. ジャンバラヤ - "Jambalaya (On the Bayou)" (Hank Williams) - 3:22
4. イエスタデイ・ワンス・モア - "Yesterday Once More" (R. Carpenter, J. Bettis) - 1:38
5. ハーティング・イーチ・アザー - "Hurting Each Other" (Peter Udell, Gary Geld) - 2:13

### サイド3
1. オールディーズ・メドレー – Oldies Medley
a) リトル・ホンダ - "Little Honda" (Brian Wilson, Mike Love) - 2:15
b) この世の果てまで - "The End of the World" (Sylvia Dee, Arthur Kent) - 2:04
c) 悲しき街角 - "Runaway" (Del Shannon, Max D. Crook) - 2:09
d) ハイ・ロン・ロン - "Da Doo Ron Ron" (Jeff Barry, Ellie Greenwich, Phil Spector) - 1:37
e) リーダー・オブ・ザ・パック - "Leader of the Pack" (J. Barry, Ben Raleigh) - 2:17
f) ジョニー・エンジェル - "Johnny Angel" (Lee Pockriss, Lyn Duddy) - 1:03
g) ブック・オブ・ラヴ - "Book of Love" (Warren Davis, Charles Patrick, G. Malone) - 1:18
h) シュブン - "Shuboom" (Carl Fester, James Keyes, Franklin McRay, William Edward) - 1:32
i) ダディーズ・ホーム - "Daddy's Home" (James Sheppard, William Miller) - 1:47
j) ジョニー・B.グッド - "Johnny B. Goode" (Chuck Berry) - 3:29

### サイド4
1. イントロダクション〜クワイ河マーチ / シング - "Introduction Colonel Borgy" (Kenneth Alford) / "Sing" (Joe Raposo / 訳詞:星加ルミ子) - 4:26
2. サムタイムズ - "Sometimes" (Henry Mancini) - 2:39
3. 愛のプレリュード - "We've Only Just Begun" (P. Williams, R. Nichols) - 4:22
4. ふたりの誓い - "For All We Know" (Fred Karlin, Robb Wilson, Arthur James) - 3:13

## 参加ミュージシャン
- カレン・カーペンター - ボーカル、ドラムス
- リチャード・カーペンター - ボーカル、ピアノ、エレクトリックピアノ、シンセサイザー
- トニー・ペルーソ - エレクトリックギター、ベース、オルガン、シンセサイザー
- ダニー・ウッダムス - ベース
- カビー・オブライエン - ドラムス
- ボブ・メッセンジャー - サックス、フルート、ベース
- ダグ・ストローン - クラリネット、オルガン
- ピート・ヘンダーソン - ボーカル(on "Oldies Medley")
- 京都少年少女合唱団 - コーラス(on "Sing")